# Sicarius albospinosus
Sicarius albospinosus är en spindelart som beskrevs av William Frederick Purcell 1908. Sicarius albospinosus ingår i släktet Sicarius och familjen Sicariidae. Inga underarter finns listade i Catalogue of Life.